# 丰湖书院匾联石刻
丰湖书院匾联石刻，位于中国广东省惠州市西湖惠州学院校园内。1990年，列入惠州市文物保护单位。
匾联石刻于1801年由清代名士宋湘撰写。